# Glochidion collectorum
Glochidion collectorum är en emblikaväxtart som beskrevs av Airy Shaw. Glochidion collectorum ingår i släktet Glochidion och familjen emblikaväxter. Inga underarter finns listade i Catalogue of Life.